# Rosamund Pike
Pour les articles homonymes, voir Rosamund et Pike.
Rosamund Pike (prononcé en anglais : ['ɹəʊzəmənd ˈpaɪk]), née le 27 janvier 1979 à Londres (Angleterre), est une actrice britannique.
Ayant commencé sa carrière d'actrice très jeune au théâtre, elle fait ses débuts à la télévision en 1998. Elle obtient son premier rôle au cinéma en 2002 dans Meurs un autre jour, 20e opus de la série de films de James Bond, dans lequel elle incarne l'agent Miranda Frost, qui lui permet d'acquérir une renommée internationale et de remporter l'Empire Award du meilleur espoir.
Par la suite, elle enchaîne les rôles au cinéma dans des films assez divers, tels que Orgueil et Préjugés (2005), La Faille (2007), Une éducation (2009), We Want Sex Equality (2010), Johnny English, le retour (2011), Jack Reacher (2012) et plus récemment Radioactive (2019) et I Care a Lot (2020), ce dernier film lui valant le Golden Globe de la meilleure actrice dans un film musical ou une comédie.
En 2014, sa participation au thriller psychologique Gone Girl est saluée par la critique. Pike reçoit de nombreuses récompenses (Saturn Awards, Austin Film Critics Association, Empire Awards, London Film Critics Circle, prix Sant Jordi du cinéma, Seattle Film Critics Association), et elle est sélectionnée pour de prestigieuses cérémonies de remises de prix (Oscars du cinéma, Golden Globes, BAFTA Awards, Satellite Awards, Screen Actors Guild Awards).
Parallèlement à sa carrière cinématographique, elle tourne également pour la télévision et fait une carrière au théâtre.

## Biographie

### Enfance et formation
Rosamund Mary Elizabeth Pike est née le 27 janvier 1979 dans le quartier d'Hammersmith, à Londres, en Angleterre. Elle est la fille unique des chanteurs d'opéra Caroline (née Friend) et Julian Pike. Son père est maintenant professeur de musique et directeur d'études d'opéra au Birmingham Conservatoire (en).
Jusqu’à l’âge de sept ans, Pike voyage à travers l’Europe, où ses parents mènent leur carrière artistique.
Elle obtient une bourse d'études à la Badminton School (en) de Bristol (Angleterre), où elle a grandi, avant d'intégrer l'université d'Oxford, d'où elle sortira diplômée en littérature anglaise en 2001. C'est à l'université qu'elle prend goût au théâtre et acquiert de l'expérience en jouant dans de nombreuses pièces, principalement classiques, notamment de Shakespeare.

### Carrière

#### Révélation et succès

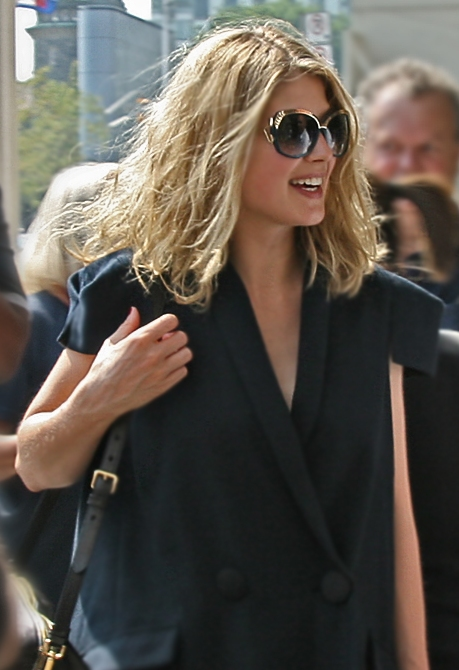
L'actrice au Festival international du film de Toronto 2007.

Remarquée à l’occasion de cette expérience théâtrale par un agent, Rosamund Pike commence sa carrière professionnelle par des apparitions dans des mini-séries télévisées britanniques comme Femmes et Filles (1999) et Scotland Yard, crimes sur la Tamise (2000).
Mais le rôle qui va véritablement la révéler au grand public est celui de l'agent double Miranda Frost dans le James Bond Meurs un autre jour, où elle partage l'affiche avec Pierce Brosnan et Halle Berry, en 2002. Ce film est un franc succès en nombre d’entrées. L’interprétation de la méchante beauté glaciale vaut à Pike l'Empire Award du meilleur espoir et elle reçoit sa première nomination pour un Saturn Awards.
Forte de cette nouvelle visibilité et de cette popularité, Pike est à l'affiche de deux longs métrages en 2004. Elle joue dans le drame indépendant  franco-israélien d'Amos Gitaï, Terre promise, qui remporte un prix au Festival du film de Venise et, aux côtés de Johnny Depp, dans le drame Rochester, le dernier des libertins, qui lui vaudra le BAFTA (une distinction considérée comme l’équivalent britannique d’un Oscar) de la meilleure actrice dans un second rôle.
En 2005, elle joue dans le film de science fiction Doom, adaptation d'un jeu vidéo, ainsi que dans Orgueil et Préjugés, où elle tient le  rôle secondaire de Jane Bennet. Le premier film est un échec : ses recettes s’élèvent à 56 millions de dollars des États-Unis, pour un budget de 60 millions. Le deuxième film est au contraire plébiscité par la critique et le public, et vaut à Pike une citation pour le London Film Critics Circle Awards de la meilleure actrice dans un second rôle.
Entre 2007 et 2009, l’actrice figure dans plusieurs productions aux côtés d’acteurs en vue, à savoir le thriller La Faille, avec Anthony Hopkins et Ryan Gosling, qui obtient un nombre important d’entrées, et le drame canadien Fugitive Pieces, dont elle incarne le premier rôle féminin, qui est salué par la critique et lui vaut une nomination pour le Prix Génie de la meilleure actrice dans un second rôle.
Pike est la petite amie de Dominic Cooper dans la comédie dramatique Une éducation aux côtés de Carey Mulligan, Peter Sarsgaard, Alfred Molina et Emma Thompson. Ce film a obtenu de nombreuses récompenses dans plusieurs festivals tels que les British Independent Film Awards ou encore le festival du film de Sundance. Pike accompagne aussi Bruce Willis, Radha Mitchell et Ving Rhames dans le film de science fiction Clones.
Elle n'a cependant pas délaissé le théâtre et monte régulièrement sur les planches à Londres. Contrairement à ses débuts classiques, elle n'hésite pas à tenir des rôles plus audacieux, comme dans la pièce The Hitchcock Blonde, en 2009, où elle apparaît chaque soir entièrement nue sur scène.

#### Confirmation critique et commerciale

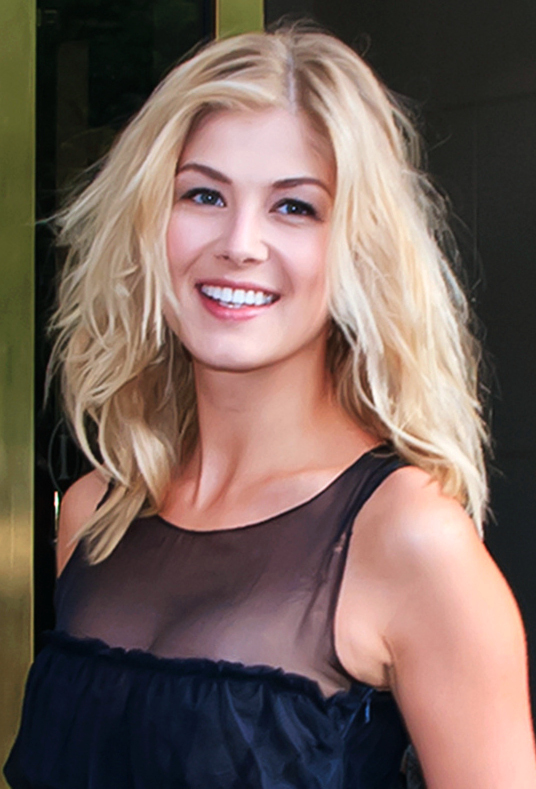
Au Festival international du film de Toronto 2010.

En 2010, Rosamund Pike fait partie de la distribution de la comédie dramatique Le Monde de Barney qui lui permet de confirmer son statut d'actrice reconnue par la profession, en revanche, le film est un échec au box office; elle joue également dans la comédie indépendante britannique Burning Palms aux côtés de Jamie Chung, Dylan McDermott, Shannen Doherty et Zoe Saldana puis elle prête sa voix à l'un des personnages du film d'animation Jackboots on Whitehall.
En 2011, elle joue les seconds rôles pour le film historique We Want Sex Equality avec Sally Hawkins en tête d'affiche. Il traite de la première grève des ouvrières de l'usine automobile du constructeur américain Ford à Dagenham. Le film ne rencontre pas le succès escompté au box office mais il suscite, à contrario, un réel engouement du côté de la critique.
Cette même année, elle est à l'affiche d'un important succès au box office avec la comédie potache Johnny English, le retour, qui amasse plus de 160 millions de dollars de recettes au box office mondial. Mais elle est aussi à l'affiche d'un énorme échec commercial avec la comédie The Big Year aux côtés de Jack Black, Steve Martin et Owen Wilson, qui réalise des performances catastrophiques au box office.

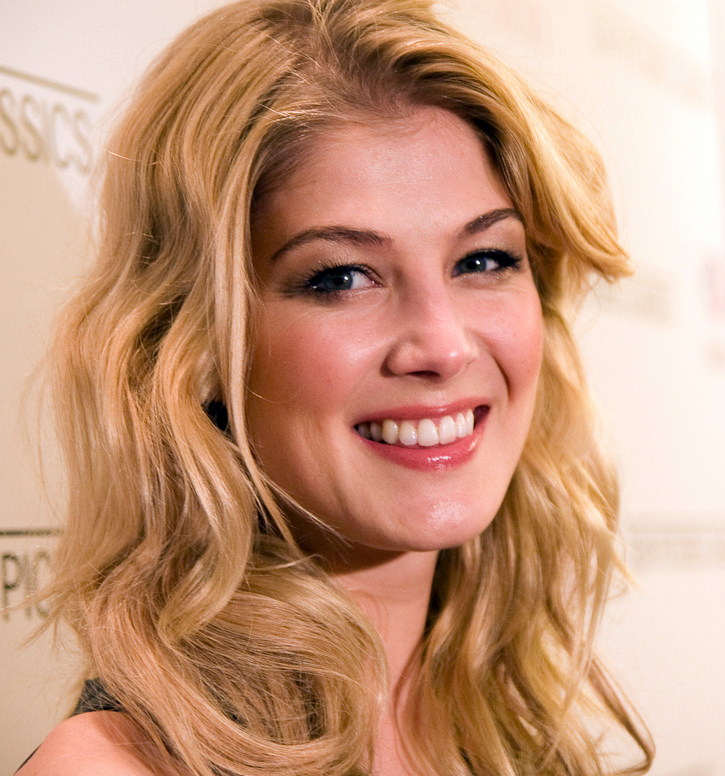
Rosamund Pike, pour l'avant-première du film Le Monde de Barney, en 2011.

En 2012, elle joue le rôle d'Andromeda, dans l'épopée fantastique La Colère des Titans. Elle succède à Alexa Davalos qui incarnait ce rôle dans le premier volet mais qui a du l'abandonner pour des conflits d'emploi du temps. Bien que le film n'ait pas été très bien reçu par la critique, il engrange plus de 300 millions de dollars et la profession souligne néanmoins la performance de Pike,. La même année, elle côtoie Tom Cruise pour le film policier Jack Reacher. Le film décroche la seconde place au box office à sa sortie et cumule près de 220 millions de dollars en fin d'exploitation.
En 2013, elle fait partie de la distribution féminine, aux côtés de Lena Olin, Molly Price et Jennifer Lawrence pour le thriller The Devil You Know. Elle joue dans la comédie de science-fiction Le Dernier Pub avant la fin du monde écrit et joué par Simon Pegg. C'est le dernier film de la trilogie Blood and Ice Cream mettant en scène le duo Simon Pegg et Nick Frost. Puis elle joue dans la comédie dramatique Up and Down avec Toni Collette, Pierce Brosnan et Aaron Paul. Sans être des échecs critiques, ses trois productions passent relativement inaperçues.

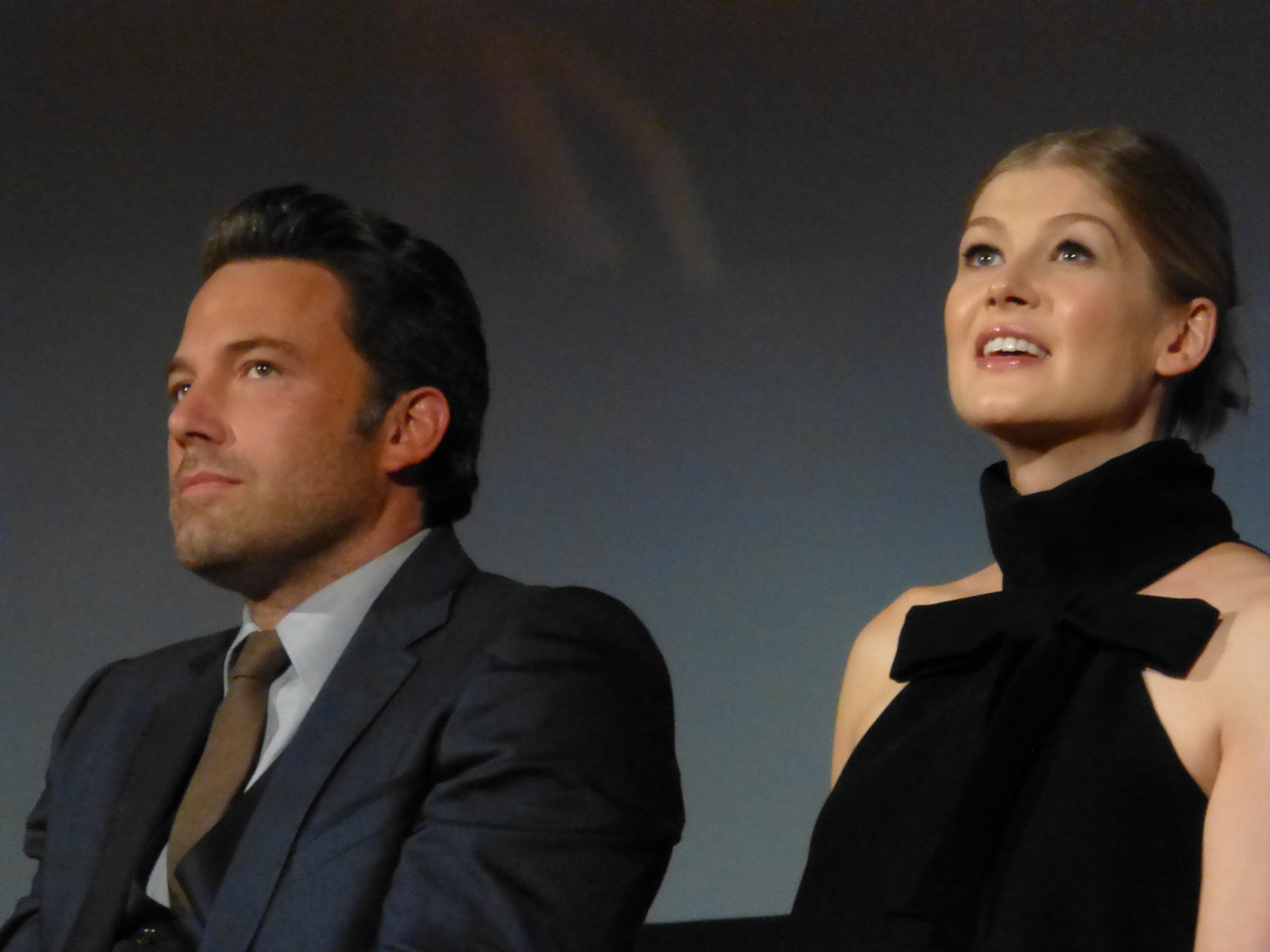
Ben Affleck et Rosamund Pike, lors du Festival du film de Hollywood, en 2014, pour la promotion de Gone Girl.

En 2014, Pike tient l'un des deux rôles principaux dans le thriller Gone Girl de David Fincher, film dans lequel sa prestation est acclamée par les spectateurs ainsi que par la critique. En effet, l'actrice renoue avec les hauteurs et son interprétation lui permet d'être nommée et récompensée, à plusieurs reprises, lors de prestigieuses cérémonies de remises de prix.
Elle est également à l'affiche de la comédie dramatique Ce week-end-là... avec David Tennant et Billy Connolly qui lui permet d'être doublement récompensée lors des London Film Critics Circle Awards 2015 par le titre de meilleure actrice, à la fois pour son interprétation sur ce projet et pour Gone Girl. Puis elle occupe le rôle principal de la comédie dramatique Hector et la Recherche du bonheur, présenté spécialement au Festival international du film de Toronto 2014.
Entre 2015 et 2016, elle est à l'affiche du thriller indépendant Return to Sender et elle est l'une des actrices principales du film biographique remarqué A United Kingdom.
En 2017, aux côtés de Jason Clarke et Mia Wasikowska, elle rejoint le casting du film français HHhH. Il s'agit de l'adaptation cinématographique du roman du même nom de Laurent Binet, publié en 2010. Cette production est nommée au Festival international du film de Jérusalem 2017 et lui vaut de bonnes critiques. Elle rejoint ensuite le western Hostiles aux côtés de Christian Bale, qui plongera les spectateurs dans l'Amérique des années 1890 ; le film est sélectionné et projeté en septembre 2017 au Festival du film de Telluride aux États-Unis. Il s'agit aussi du dernier film de Michael Parks, décédé en mai 2017, quelques mois avant sa sortie. Une nouvelle performance pour l'actrice saluée par une proposition pour le Saturn Award de la meilleure actrice 2018.

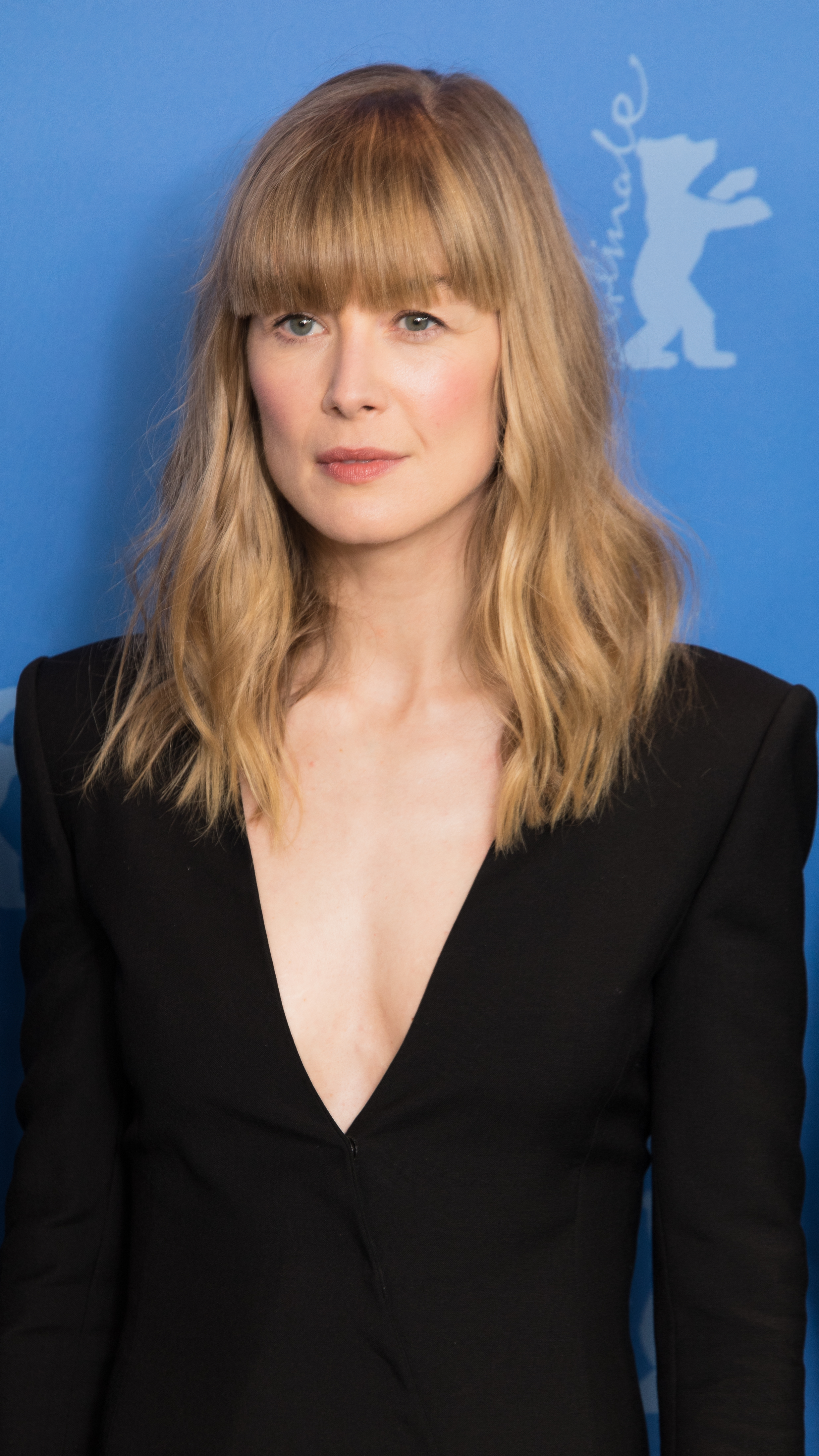
Lors de la Berlinale 2018.

En 2018 justement, elle est choisie pour interpréter la journaliste, spécialiste du monde arabe, Marie Colvin dans le biopic Private War aux côtés de Jamie Dornan, révélé par la saga cinématographique Cinquante nuances. Ce rôle lui vaut une nouvelle proposition pour le Golden Globe de la meilleure actrice dans un film dramatique. La même année, elle figure au casting du film d'action Otages à Entebbe et elle est le premier rôle féminin du thriller salué par la critique Opération Beyrouth aux côtés de Jon Hamm.
En 2019, elle incarne la physicienne française Marie Curie pour le film biographique Radioactive réalisé par Marjane Satrapi. Une production présentée en clôture du festival international du film de Toronto 2019. Cette année-là, pour la télévision, elle s'éloigne des rôles sombres pour la mini-série comique State of the Union, dont elle partage l'affiche aux côtés de Chris O'Dowd.
Elle poursuit cette expérience télévisuelle, en rejoignant la distribution principale de la série de fantasy américaine diffusée sur Prime Video, La Roue du temps, créée par Rafe Judkins, basée sur la série de romans de Robert Jordan et produite par Sony Pictures Television et Amazon Studios.
En 2021, elle joue le rôle d'une tutrice spécialisée auprès de personnes âgées et riches dans le film I Care a Lot diffusé sur Netflix. Elle obtient pour ce rôle le Golden Globes de la meilleure actrice dans un film musical ou une comédie.

### Vie privée
Rosamund Pike a été en couple pendant deux ans avec Simon Woods, son partenaire dans Orgueil et Préjugés. Elle a également été en couple avec le réalisateur Joe Wright, avec lequel elle a été fiancée en 2007, mais son partenaire s’est désengagé en 2008.
Depuis décembre 2009, elle est en couple avec Robie Uniacke, chercheur en mathématiques, avec lequel elle a eu deux fils.
Rosamund Pike vit actuellement à Prague, où elle a emménagé en 2019 pour tourner la série La Roue du temps. Violoncelliste accomplie,, elle parle le français et un peu l'allemand.

## Filmographie
Sauf indication contraire, les informations mentionnées dans cette section peuvent être confirmées par la base de données cinématographiques IMDb,  présente dans la section « Liens externes ».

### Cinéma

#### Courts métrages
- 2011 : The Organ Grinder's Monkey de Dinos Chapman : Rochelle
- 2017 : The Human Voice de Patrick Kennedy : La femme

#### Longs métrages

##### Années 2000
- 2002 : Meurs un autre jour (Die Another Day) de Lee Tamahori : Miranda Frost
- 2004 : Terre promise (Promised Land) d'Amos Gitaï : Rose
- 2004 : Rochester, le dernier des libertins (The Libertine) de Laurence Dunmore (en) : Elizabeth Malet
- 2005 : Orgueil et Préjugés (Pride and Prejudice) de Joe Wright : Jane Bennet
- 2005 : Doom d'Andrzej Bartkowiak : Samantha Grimm
- 2007 : La Faille (Fracture) de Gregory Hoblit : Nikki Gardner
- 2008 : Fugitive Pieces de Jeremy Podeswa : Alex
- 2009 : Une éducation de Lone Scherfig : Helen
- 2009 : Clones (Surrogates) de Jonathan Mostow : Maggie Greer

##### Années 2010
- 2010 : Le Monde de Barney (Barney's Version) de Richard J. Lewis (en) : Miriam Grant-Panofsky
- 2010 : Burning Palms (en) de Christopher Landon : Dedra Davenport
- 2010 : Jackboots on Whitehall de Edward McHenry et Rory McHenry : Daisy (voix)
- 2011 : We Want Sex Equality de Nigel Cole : Lisa Hopkins
- 2011 : Johnny English, le retour (Johnny English Reborn) d'Oliver Parker : Kate Summer
- 2011 : Drôles d'oiseaux (The Big Year) de David Frankel : Jessica
- 2012 : La Colère des Titans (Wrath of the Titans) cd Jonathan Liebesman : Andromède
- 2012 : Jack Reacher de Christopher McQuarrie : Helen Rodin
- 2013 : La Maîtresse du diable (The Devil You Know) de James Oakley : Zoe Hughes
- 2013 : Le Dernier Pub avant la fin du monde (The World's End) d'Edgar Wright : Sam
- 2013 : Up and Down (A Long Way Down) de Pascal Chaumeil : Penny
- 2014 : Gone Girl de David Fincher : Amy Elliott-Dunne
- 2014 : Hector et la Recherche du bonheur (Hector and the Search for Happiness) de Peter Chelsom : Clara
- 2014 : Ce week-end-là... (What We Did on Our Holiday) d'Andy Hamilton et Guy Jenkin : Abi
- 2015 : Le Mal en elle (Return to Sender / Blind date) de Fouad Mikati : Miranda Wells
- 2016 : A United Kingdom d'Amma Asante : Ruth Williams
- 2017 : HHhH de Cédric Jimenez : Lina Heydrich
- 2017 : Hostiles de Scott Cooper : Rosalie Quaid
- 2018 : Opération Beyrouth (Beirut)  de Brad Anderson : Sandy Crowder
- 2018 : Otages à Entebbe (7 Days in Entebbe) de José Padilha : Brigitte Kuhlmann
- 2018 : Private War de Matthew Heineman : Marie Colvin
- 2019 : The Informer de Andrea Di Stefano : Wilcox
- 2019 : Radioactive de Marjane Satrapi : Marie Curie

##### Années 2020
- 2020 : I Care a Lot de J Blakeson : Marla Grayson
- 2023 : Saltburn d'Emerald Fennell : Elsbeth
- 2025 : In the Grey de Guy Ritchie
- 2025 : Insaisissables 3 (Now You See Me 3) de Ruben Fleischer

### Télévision

#### Séries télévisées
- 1999 : Femmes & Filles (mini série) : Lady Harriet Cumnor (3 épisodes)
- 2000 : Scotland Yard, crimes sur la Tamise (Trial & Retribution) : Lucy (saison 4, épisode 1)
- 2001 : Love in a Cold Climate (en) : Fanny (2 épisodes)
- 2002 : Foyle's War : Sarah Beaumont (saison 1, épisode 1)
- 2011 : Women in Love (en) : Gudrun Brangwen (2 épisodes)
- 2015 - 2020 : Thunderbirds (Thunderbirds Are Go) : Lady Penelope Creighton-Ward (voix originale & françaises, 45 épisodes)
- 2018 : Watership Down : Black Rabbit (mini-série - voix, 4 épisodes)
- 2019 : La Vallée des Moomins : Mooninmamma (voix, 16 épisodes)
- 2019 : State of the Union : Louise (rôle principal - 10 épisodes)
- 2019 : Archibald's Next Big Thing : La narratrice (voix - 13 épisodes)
- 2019 : Thomas et ses amis : La Duchesse (saison 24, épisode 82)
- 2021 : La Roue du temps : Moiraine Damodred (rôle principal - également productrice)

#### Téléfilms
- 1998 : Un couple peu ordinaire (en) (A Rather English Marriage) de Paul Seed : Celia
- 2008 : The Tower de Davis Guggenheim : Olivia Wynn
- 2009 : Freefall (en) de Dominic Savage : Anna
- 2009 : Yesterday We Were in America de Mike Christie (documentaire) : la narratrice

### Clip
- 2016 : Massive Attack feat Young Fathers, Voodoo In My Blood

## Voix francophones
En France, Laura Blanc est voix française régulière de Rosamund Pike.
Au Québec, Valérie Gagné est la voix québécoise régulière de l'actrice.

## Distinctions

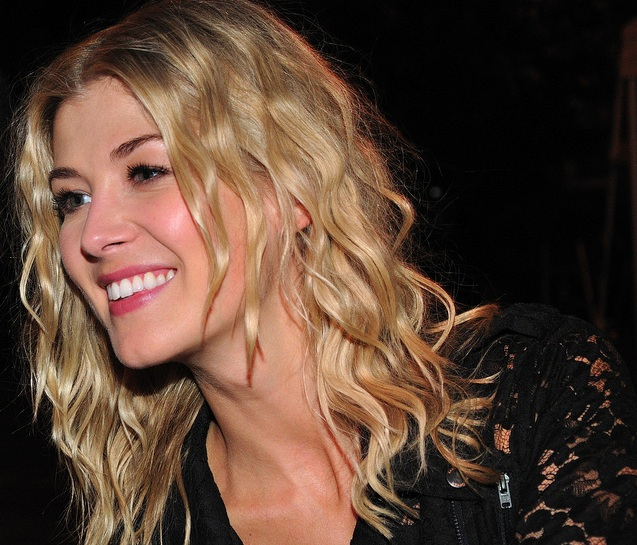
Au Festival international du film de Toronto 2010.

Sauf indication contraire ou complémentaire, les informations mentionnées dans cette section proviennent de la base de données IMDb.

### Récompenses
- Empire Awards 2003 : Meilleur espoir pour Meurs un autre jour
- British Independent Film Awards 2005 : meilleure actrice dans un second rôle pour Rochester, le dernier des libertins
- Austin Film Critics Association Awards 2014 : Meilleure actrice pour Gone Girl
- Awards Circuit Community Awards 2014 : meilleure actrice pour Gone Girl
- Detroit Film Critics Society Awards 2014 : Meilleure actrice pour Gone Girl
- Film Club's The Lost Weekend 2014 : meilleure actrice pour Gone Girl
- Florida Film Critics Circle Awards 2014 : Meilleure actrice pour Gone Girl
- Golden Schmoes Awards 2014 : meilleure actrice de l'année pour Gone Girl
- Kansas City Film Critics Circle Awards 2014 : Meilleure actrice pour Gone Girl
- Nevada Film Critics Society Awards 2014 : Meilleure actrice pour Gone Girl
- Online Film Critics Society Awards 2014 : Meilleure actrice pour Gone Girl
- Phoenix Film Critics Society Awards 2014 : Meilleure révélation pour Gone Girl
- Phoenix Film Critics Society Awards 2014 : Meilleure actrice pour Gone Girl
- St. Louis Film Critics Association Awards 2014 : Meilleure actrice pour Gone Girl
- 10e cérémonie des Utah Film Critics Association Awards : Meilleure actrice pour Gone Girl
- Cinema Bloogers Awards 2015 : meilleure actrice pour Gone Girl.
- Críticos de Cinema Online Portugueses Awards 2015 : meilleure actrice pour Gone Girl
- Denver Film Critics Society Awards 2015 : Meilleure actrice pour Gone Girl
- Empire Awards 2015 : Meilleure actrice pour Gone Girl
- Gold Derby Awards 2015 : Meilleure actrice et Meilleure révélation de l'année pour Gone Girl
- London Film Critics Circle Awards 2015 : actrice britannique pour Gone Girl et pour Ce week-end-là...
- North Texas Film Critics Association Awards 2015 : Meilleure actrice pour Gone Girl
- Oklahoma Film Critics Circle Awards 2015 : meilleure actrice pour Gone Girl
- Festival international du film de Palm Springs 2015 : meilleure révélation féminine pour Gone Girl
- Sant Jordi Awards 2015 : meilleure actrice étrangère pour Gone Girl
- Festival international du film de Santa Barbara 2015 : Lauréate du Prix Virtuoso de la meilleure actrice pour Gone Girl
- Seattle Film Critics Awards 2015 : meilleure actrice pour Gone Girl
- Prix Sant Jordi du cinéma 2015 : meilleure actrice pour Gone Girl
- Saturn Awards 2015 : Meilleure actrice pour Gone Girl
- Golden Globes 2021 : Golden Globe de la meilleure actrice dans un film musical ou une comédie pour I care a lot[47]

### Nominations
- Saturn Awards 2003 : Cinescape Genre Face of the Future Award de la meilleure actrice pour Meurs un autre jour
- MTV Movie Awards 2003 : meilleure révélation pour Meurs un autre jour
- London Critics Circle Film Awards 2006 : actrice britannique de l'année dans un second rôle pour Orgueil et Préjugés
- Awards Circuit Community Awards 2009 : meilleure distribution pour Une éducation partagée avec Carey Mulligan, Peter Sarsgaard, Alfred Molina, Emma Thompson, Cara Seymour, Dominic Cooper et Olivia Williams
- British Independent Film Awards 2009 : Meilleure actrice dans un second rôle pour Une éducation
- Prix Génie 2009 : Meilleure actrice dans un second rôle pour Fugitive Pieces
- British Independent Film Awards 2010 : Meilleure actrice dans un second rôle pour We Want Sex Equality
- London Critics Circle Film Awards 2010 : actrice britannique de l'année dans un second rôle pour Une éducation
- Satellite Awards 2010 : Meilleure actrice dans un second rôle pour Le Monde de Barney
- Screen Actors Guild Awards 2010 : Meilleure distribution pour Une éducation
- Alliance of Women Film Journalists Awards 2011 : la plus grande différence d'âge entre le personnage et sa bien aimée partagée avec Paul Giamatti pour Le Monde de Barney
- Prix Génie 2011 : Meilleure actrice pour Le Monde de Barney
- London Critics Circle Film Awards 2011 : Actrice britannique de l'année dans un second rôle pour We Want Sex Equality et Actrice britannique de l'année pour Le Monde de Barney
- Chicago Film Critics Association Awards 2014 : Meilleure actrice pour Gone Girl
- Dallas-Fort Worth Film Critics Association Awards 2014 : Meilleure actrice pour Gone Girl
- Golden Schmoes Awards 2014 : Meilleure révélation féminine de l'année, Meilleure T&A de l'année pour Gone Girl
- Indiana Film Journalists Association Awards 2014 : Meilleure actrice pour Gone Girl
- Indiewire Critics' Poll 2014 : meilleure actrice pour Gone Girl
- Phoenix Critics Circle Awards 2014 : meilleure actrice pour Gone Girl
- San Diego Film Critics Society Awards 2014 : Meilleure actrice pour Gone Girl
- Village Voice Film Poll 2014 : meilleure actrice
- Washington DC Area Film Critics Association Awards 2014 : Meilleure actrice
- Women's Image Network Awards 2014 : meilleure actrice pour Gone Girl
- Australian Academy of Cinema and Television Arts Awards 2015 : Meilleure actrice pour Gone Girl
- Alliance of Women Film Journalists Awards 2015 : Meilleure actrice, Meilleure scène de nudité, sexualité où de séduction pour Gone Girl partagée avec Ben Affleck et Neil Patrick Harris
- British Academy Film Awards 2015 : Meilleure actrice pour Gone Girl
- Critics' Choice Movie Awards 2015 : Meilleure actrice pour Gone Girl
- Central Ohio Film Critics Association Awards 2015 : Meilleure actrice, Meilleure distribution pour Gone Girl partagée avec Ben Affleck, Neil Patrick Harris, Tyler Perry, Carrie Coon, Kim Dickens, Patrick Fugit, David Clennon et Lisa Banes.
- CinEuphoria Awards 2015 : meilleure actrice internationale pour Gone Girl
- Críticos de Cinema Online Portugueses Awards 2015 : meilleure scène où séquence partagée avec Neil Patrick Harris pour Gone Girl
- Dorian Awards 2015 : meilleure performance féminine de l'année pour Gone Girl
- Georgia Film Critics Association Awards 2015 : Meilleure actrice, Meilleure distribution pour Gone Girl
- Gold Derby Awards 2015 : meilleure distribution pour Gone Girl
- Golden Globes 2015 : meilleure actrice dans un film dramatique pour Gone Girl
- International Online Cinema Awards 2015 : meilleure actrice pour Gone Girl
- International Online Film Critics' Poll 2015 : meilleure actrice pour Gone Girl
- Iowa Film Critics Awards 2015 : meilleure actrice pour Gone Girl
- MTV Movie Awards 2015 : Meilleure performance qui fout la trouille, Meilleure révélation féminine pour Gone Girl
- North Carolina Film Critics Awards 2015 : Meilleure actrice pour Gone Girl
- Online Film & Television Association Awards 2015 : meilleure actrice pour Gone Girl
- Oscars 2015 : Meilleure actrice pour Gone Girl
- Russian National Movie Awards 2015 : meilleure méchante étrangère de l'année pour Gone Girl
- Satellite Awards 2015 : Meilleure actrice pour Gone Girl
- Screen Actors Guild Awards 2015 : Meilleure actrice pour Gone Girl
- North Texas Film Critics Association Awards 2018 : meilleure actrice pour A Private War
- Saturn Awards 2018 : Meilleure actrice pour Hostiles
- Golden Globes 2019 : Meilleure actrice pour A Private War
- Satellite Awards 2019 : Meilleure actrice pour A Private War
- Women's Image Network Awards 2020 : meilleure actrice dans une série télévisée comique pour State of the Union
- Golden Globes 2024 : Meilleure actrice dans un second rôle pour Saltburn